# Temporada da NHL de 1937–38
A temporada da NHL de 1937–38 foi a 21.ª  temporada da National Hockey League (NHL). Oito times jogaram 48 partidas cada. O Chicago Black Hawks foi o campeão da Stanley Cup ao bater o Toronto Maple Leafs por 3-1 na série final.

## Negócios da Liga
Bill Dwyer não pôde pagar o capital requerido para manter o seu time e a NHL assumiu o controle pleno do New York Americans.
O Jogo Memorial Howie Morenz, segundo Jogo das Estrelas da NHL, foi disputado em 2 de novembro de 1937 e conseguiu arrecadar $11.447, que, junto a  outras contribuições, estabeleceram um fundo de mais de $20.000 para a família Morenz. Antes do início do jogo, o uniforme de Howie Morenz e o seu kit de jogo foram leiloados e Joseph Cattarinich venceu com $500. O uniforme foi dado de presente a Howie Morenz Jr. A Estrelas da NHL derrotaram um time combinado dos Canadiens e Maroons por 6–5.

## Temporada Regular
Charlie Conacher foi nomeado capitão do Toronto Maple Leafs, e teve um grande fim de semana às expensas do Chicago em 13 de novembro, com 3 gols na vitória por 7–3. Ele então marcou 2 gols em um empate por 3-3. Todavia, O Grande Bombardeador teve falta de sorte mais uma vez em 18 de novembro, em Montreal, contra os Canadiens, quando ele deslocou seu ombro. O ciclo de lesões teve um efeito cumulativo nas condições físicas e mentais de Conacher  e seu médico disse  a ele para se aposentar do hóquei. Ele se retirou pelo resto da temporada, mas jogaria novamente na seguinte, apesar de nunca mais jogar pelos Leafs.
O New York Rangers perdeu seu astro central Neil Colville por alguns jogos como resultado de uma brincadeira estúpida que deve ter enfurecido Lester Patrick. O defensor Joe Cooper estava procurando uma nova moda de cortar gravatas de seus companheiros usando um canivete. Colville levantou sua mão apenas para receber um corte que precisou de 11 pontos para fechar.
O New York Americans, com Ching Johnson e Hap Day para aliviarJoe Jerwa e Al Murray na defesa, estavam indo muito melhor que o habitual. Earl Robertson, seu novo goleiro, liderava a Divisão Canadense entre os goleiros e terminou assim ao fim da temporada. Os Ameriks também tinham Sweeney Schriner e Nels Stewart contribuindo de forma positiva para o ataque.
O Montreal Maroons, treinado inicialmente por King Clancy, estabeleceu-se na última posição e o presidente e administrador Tommy Gorman decidiu dispensá-lo como treinador. Ele fez ainda pior e a torcida se afastou. Embora o time tenha ido muito mal, um momento de destaque foi a vitória por 11–7 sobre seus rivais, os Canadiens, e Baldy Northcott marcou 3 vezes no jogo. Parecia que Gorman não poderia fazer nada para revitalizar o time e em uma sequência o time perdeu 8 partidas. Em 17 de março de 1938, os Maroons jogaram sua última partida contra seus rivais, os Canadiens.
Detroit era o surpreendente péssimo time da Divisão Americana. Após vencer a Stanley Cup em 1937, eles caíram para o porão da divisão. Eles tiveram um momento brilhante quando Carl Liscombe estabeleceu o recorde de hat trick para a sua época(desde o quebrado por Bill Mosienko). Liscombe marcou três gols em 1 minuto e 52 segundos na vitória por  5–1 sobre Chicago.
Em 17 de março de 1938, Nels Stewart marcou seu 300° gol na National Hockey League na derrota por 5–3 para os Rangers.

### Classificação Final
Nota: PJ = Partidas Jogadas, V = Vitórias, D = Derrotas, E = Empates, Pts = Pontos, GP = Gols Pró, GC = Gols Contra, PEM= Penalizações em Minutos

Times que se classificaram aos play-offs estão destacados em negrito.
| Divisão Canadense   | PJ | V  | D  | E  | Pts | GP  | GC  | PEM |
| ------------------- | -- | -- | -- | -- | --- | --- | --- | --- |
| Toronto Maple Leafs | 48 | 24 | 15 | 9  | 57  | 151 | 127 | 404 |
| New York Americans  | 48 | 19 | 18 | 11 | 49  | 110 | 111 | 327 |
| Montreal Canadiens  | 48 | 18 | 17 | 13 | 49  | 123 | 128 | 340 |
| Montreal Maroons    | 48 | 12 | 30 | 6  | 30  | 101 | 149 | 470 |

| Divisão Americana   | PJ | V  | D  | E  | Pts | GP  | GC  | PEM |
| ------------------- | -- | -- | -- | -- | --- | --- | --- | --- |
| Boston Bruins       | 48 | 30 | 11 | 7  | 67  | 142 | 89  | 284 |
| New York Rangers    | 48 | 27 | 15 | 6  | 60  | 149 | 96  | 435 |
| Chicago Black Hawks | 48 | 14 | 25 | 9  | 37  | 97  | 139 | 238 |
| Detroit Red Wings   | 48 | 12 | 25 | 11 | 35  | 99  | 133 | 258 |

### Artilheiros
PJ = Partidas Jogadas, G = Gols, A = Assistências, Pts = Pontos, PEM = Penalizações em Minutos
| Jogador          | Time                | PJ | G  | A  | Pts | PEM |
| ---------------- | ------------------- | -- | -- | -- | --- | --- |
| Gordie Drillon   | Toronto Maple Leafs | 48 | 26 | 26 | 52  | 4   |
| Syl Apps         | Toronto Maple Leafs | 47 | 21 | 29 | 50  | 9   |
| Paul Thompson    | Chicago Black Hawks | 48 | 22 | 22 | 44  | 14  |
| Georges Mantha   | Montreal Canadiens  | 47 | 23 | 19 | 42  | 12  |
| Cecil Dillon     | New York Rangers    | 48 | 21 | 18 | 39  | 6   |
| Bill Cowley      | Boston Bruins       | 48 | 17 | 22 | 39  | 8   |
| Sweeney Schriner | New York Americans  | 48 | 21 | 17 | 38  | 22  |
| Bill Thoms       | Toronto Maple Leafs | 48 | 14 | 24 | 38  | 14  |
| Clint Smith      | New York Rangers    | 48 | 14 | 23 | 37  | 0   |
| Nels Stewart     | New York Americans  | 48 | 19 | 17 | 36  | 29  |

## Playoffs
A história da Cinderela do século foi dos Chicago Black Hawks, que dificilmente fariam os playoffs, mas avançaram batendo os Canadiens, os Americans e os Maple Leafs para vencer a Copa com a marca de pior percentagem de vitórias de um campeão na NHL.

### Quartas-de-final
O New York Americans chocou o New York Rangers quando Lorne Carr marcou o gol da vitória na prorrogação do terceiro e último jogo.
Os Canadiens bateram os Hawks no jogo um das quartas-de-final, com Toe Blake marcando um hat trick. Mas Mike Karakas  não deixou os Canadiens marcarem no segundo jogo e mesmo com Georges Mantha aparecendo para vencer a partida com uma aberração, Earl Seibert salvou os Hawks da derrota com um gol no fim do jogo, e então os Hawks ganharam a série na prorrogação.

### Semifinais
Em uma zebra, o Toronto Maple Leafs bateu Boston nas semifinais da liga.
Na semifinal B da liga, houve o confronto entre Chicago e New York Americans, que derrotaram Chicago no jogo um por 3–1. O jogo dois foi uma granda batalha entre os goleiros Mike Karakas e Earl Robertson. Parecia que os Americans estavam a caminho de sua primeira final da Stanley Cup quando Nels Stewart marcou a segundos do fim, mas o árbitro Clarence Campbell anulou o gol, alegando que Eddie Wiseman estava na cara do gol. Cully Dahlstrom marcou o gol que salvou os Black Hawks. Em Nova York, o jogo decisivo viu Alex Levinsky de Chicago marcar o gol da classificação, mas a luz vermelha não acendeu. A investigação revelou que os torcedores estavam segurando a mão do juiz do gol para que ele não assinalasse o gol. Embora os  Amerks tenham chegado perto, eles foram incapazes de chegar ao empate e os  Black Hawks estavam nas finais.

## Prêmios da NHL
| Troféu Memorial Calder:    | Cully Dahlstrom, Chicago Black Hawks |
| Troféu Memorial Hart:      | Eddie Shore, Boston Bruins           |
| Troféu Memorial Lady Byng: | Gordie Drillon, Toronto Maple Leafs  |
| Copa O'Brien:              | Toronto Maple Leafs                  |
| Troféu Príncipe de Gales:  | Boston Bruins                        |
| Troféu Vezina:             | Tiny Thompson, Boston Bruins         |

### Times das Estrelas
| Primeiro Time                                                            | Position | Segundo Time                      |
| ------------------------------------------------------------------------ | -------- | --------------------------------- |
| Tiny Thompson, Boston Bruins                                             | G        | Dave Kerr, New York Rangers       |
| Eddie Shore, Boston Bruins                                               | D        | Art Coulter, New York Rangers     |
| Babe Siebert, Montreal Canadiens                                         | D        | Earl Seibert, Chicago Black Hawks |
| Bill Cowley, Boston Bruins                                               | C        | Syl Apps, Toronto Maple Leafs     |
| Cecil Dillon, New York Rangers Gordie Drillon, Toronto Maple Leafs (tie) | RW       |                                   |
| Paul Thompson, Chicago Black Hawks                                       | LW       | Toe Blake, Montreal Canadiens     |
| Lester Patrick, New York Rangers                                         | Coach    | Art Ross, Boston Bruins           |

## Estreias
O seguinte é uma lista de jogadores importantes que jogaram seu primeiro jogo na NHL em 1937–38 (listados com seu primeiro time, asterisco(*) marca estreia nos play-offs):
- Red Hamill, Boston Bruins
- Mel Hill, Boston Bruins
- Jack Crawford, Boston Bruins
- Cully Dahlstrom, Chicago Black Hawks
- Carl Liscombe, Detroit Red Wings
- Dutch Hiller, New York Rangers
- Murph Chamberlain, Toronto Maple Leafs

## Últimos Jogos
O seguinte é uma lista de jogadores importantes que jogaram seu último jogo na NHL em 1937-38 (listados com seu último time):
- Carl Voss, Chicago Black Hawks
- Joe Lamb, Detroit Red Wings
- Pit Lepine, Montreal Canadiens
- Aurel Joliat, Montreal Canadiens
- Marty Burke, Montreal Canadiens
- Tom Cook, Montreal Maroons
- Al Shields, Montreal Maroons
- Hap Day, New York Americans
- Hap Emms, New York Americans
- Ching Johnson, New York Americans
- Butch Keeling, New York Rangers